# Jelići
Jelići es una población rural de la municipalidad de Gornji Vakuf-Uskoplje, en Bosnia y Herzegovina.

## Demografía
Hasta 2013 la población era de 73 habitantes.